# Nicodim Morar
Nicodim Morar (n. 1857, Silivașu de Câmpie – d. 1928, Silivașu de Câmpie) a fost un deputat în Marea Adunare Națională de la Alba Iulia, organismul legislativ reprezentativ al „tuturor românilor din Transilvania, Banat și Țara Ungurească”, cel care a adoptat hotărârea privind Unirea Transilvaniei cu România, la 1 decembrie 1918.:p. 77

## Biografie
Nicodim Morar s-a născut în Silivașu de Câmpie, Bistrița-Năsăud la 27 ianuarie 1857. A fost agricultor, membru al Comitetului Național Român local. A decedat în același sat la 15 noiembrie 1928..:p. 123

## Activitate politică

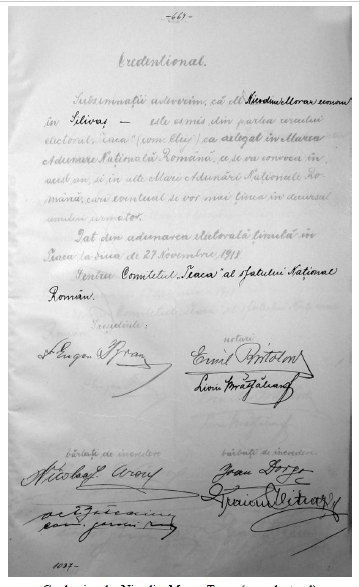
Credentionalul lui Nicodim Morar delegat la Marea Adunare Nationala de la Alba Iulia din partea cercului electoral Teaca

Ca deputat în Adunarea Națională din 1 decembrie 1918ת Nicodim Morar a fost delegat al cercului electoral Teaca, comitatul Cojocna.